# Jefimija
Jefimija (ihr Klostername) (* 1349; † 1405), ursprünglich Despotin Jelena Mrnjavčević, war eine serbische Nonne und Lyrikerin, die daneben auch ein bedeutendes mittelalterliches Zentrum für Seidenstickerei einrichtete. In der serbischen Historiographie gilt sie als die erste Dichterin Serbiens. Unter ihren Werken haben sich ein Enkolpion-Diptychon und das Katapetasma Jefimijas im Kloster Hilandar sowie das goldgestickte Leichentuch für den Kopf Fürst Lazars im Museum der Serbisch-Orthodoxen Kirche in Belgrad erhalten.

## Leben
Getauft als Jelena, war Jefimija die Tochter des Caesars Vojihna unter dem serbischen Zaren Stefan Uroš IV. Dušan. Sie heiratete den Bruder des Königs Vukašin und Despoten von Serres Jovan Uglješa. Nachdem ihr Ehemann in der Schlacht an der Mariza gefallen war, blieb die zweiundzwanzig Jahre alte Jelena in Serres und wurde Nonne. Kurz vor 1389 siedelte sie nach Serbien zu Freunden und Verwandten am Hofe von Fürstin Milica und des Fürsten Lazar Hrebeljanović in Kruševac. Noch in Serres gehörte sie einem Milieu mit starken intellektuellen Verbindungen zum Heiligen Berg Athos an. Ihr Mann hatte das Patronat über verschiedene Athos-Klöster sowie über die künstlerische und literarische Aktivität in Serres selbst. Ein Geschenk Jefimijas an das Kloster Hilandar war ein geschnitztes Enkolpion-Diptychon, das ursprünglich ihrem im Kindesalter verstorbenen Sohn gehörte. Sie beauftragte dafür einen Silberbeschlag sowie einen geschnitzten Text in Form eines persönlichen Gebets über das Leid einer Mutter.
Jefimijas Vater Vojhina fand im Naos des Katholikons des Klosters Hilandar seine letzte Ruhestätte. Auch das Kind Jefimijas wurde im Grab des Vaters beerdigt. Ebenfalls findet sich in der Schatzkammer des Klosters noch ein 1398-9 für die Altarschranke der Ikonostase des Klosters gefertigte Katapetasma. Es handelt sich hierbei um eine Goldstickerei auf roter Seide. Es zeigt Jesu als Priester, der zwischen Johannes Chrysostomos und dem Heiligen Basil und zwei wartenden Erzengeln die Liturgie hält. Ein Text der zwischen den Figuren läuft, beschreibt die Spenden die Jefimija an das Kloster tätigte und erwähnt das Grab ihres Vaters im Kloster. Für das Gebet wurde ein Bezug zu den Schriften Symeons des Neuen Theologen festgestellt.
Nach der Niederlage der Serben gegen die Osmanen in der Schlacht auf dem Amselfeld zog sie sich zusammen mit der Fürstin Milica in das Kloster Županja zurück, später dann nach Ljubostinja. Gegen Ende ihres Lebens wurde sie Äbtissin (megalos schimos) und nahm den Namen Jevpraksija (Eupraxia) an.
Jefimija war auch an diplomatischen Angelegenheiten beteiligt. 1398 war Fürstin Milica Hrebeljanović bei Bayezid I., um sich für Stefan Lazarević zu verwenden, der wegen der Verweigerung der Teilnahme an der Kampagne 1398 in Bosnien in Ungnade gefallen war. Bei dieser Gelegenheit gab Bayezid die Erlaubnis, die Gebeine der Heiligen Petka Paraskeva im Beisein von Grigorij Camblak von Widin nach Serbien zu überführen. Bis 1521 verblieben sie in der Kirche der Hl. Petka in Belgrad und befinden sich heute in der Metropolitan-Kirche zur hl. Paraschiva im rumänischen Iași.

## Literarische Werke

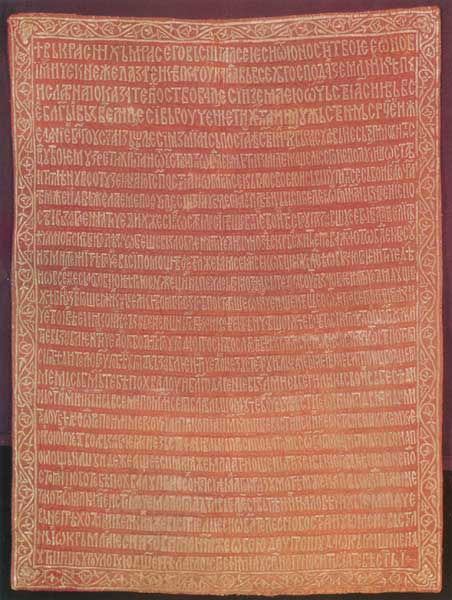
Lobpreisung des Fürsten Lazar

Jefimijas Dichtung hat sich in zwei Textilien und einer Devotionalie erhalten:
- Tuga za jedincem ("Trauer um den einzigen Sohn", Kleine Ikone Uglješas) – 1368
- Moljenje gospodu isusu hristu ("Gebet an den Herrn Jesu Christi", Jefimijas Katapetasma im Kloster Hilandar) – 1398
- Pohvala knezu Lazara ("Lobpreisung des Fürsten Lazar", Jefimijas Leichentuch für den Fürsten Lazar) – 1402

Die Dichtungen Jefimijas gehören zu den Genres des Gebetes, Eloge und Laments.
Unter Jefimijas Werken ist insbesondere die Lobpreisung des Fürsten Lazar erwähnenswert. Es ist ein Gebet in Form eines Gedichtes, die den Heiligen Märtyrer Lazar um Schutz für die Söhne des Fürsten während der Schlacht bei Angora bittet. Die Lobpreisung ist ihr frühest erhaltenes Gedicht.
Überliefert ist der Text als Goldstickerei auf einem Totentuch für den Kopf des Heiligen Lazar Hrebeljanović, das um 1402 im Kloster Ljubostinja angefertigt wurde. Heute befindet sich das Tuch im Museum der serbisch-orthodoxen Kirche in Belgrad.